# Lady détective entre en scène
Pour plus de détails, voir Fiche technique et Distribution.
Lady détective entre en scène (titre original : Murder Most Foul) est un film britannique en noir et blanc réalisé par George Pollock, sorti en 1964. Le film est librement adapté du roman Mrs McGinty est morte d'Agatha Christie, mettant en scène le personnage de Miss Marple au contraire du roman.
Margaret Rutherford reprend le rôle de Miss Marple pour la troisième fois après Le Train de 16 h 50 (1962) et Meurtre au galop (1963).

## Synopsis
Alors que la première représentation de leur nouvelle pièce approche à grands pas, Miss Marple mène l'enquête dans le milieu du théâtre après l'assassinat d'un des membres de la troupe.

## Fiche technique
- Titre original : Murder Most Foul
- Titre : Lady détective entre en scène
- Réalisation : George Pollock
- Scénario : David Pursall et Jack Seddon, d'après le roman Mrs McGinty est morte d'Agatha Christie
- Direction artistique : Frank White
- Photographie : Desmond Dickinson
- Montage : Ernest Walter
- Musique : Ron Goodwin
- Production : Ben Arbeid
- Production déléguée : Lawrence P. Bachmann (non crédité)
- Société de production : MGM British Studio et Lawrence P. Bachman Production
- Société de distribution : Metro-Goldwyn-Mayer
- Pays d'origine : Royaume-Uni
- Langue : anglais
- Format : Noir et blanc — 35 mm — 1.66:1 — Son mono (Westrex Recording System)
- Genre : Comédie policière
- Durée : 90 minutes
- Dates de sortie :
  -  Royaume-Uni : mars 1964
  -  États-Unis : septembre 1964

## Distribution
- Margaret Rutherford (VF : Marie Francey) : Miss Marple
- Ron Moody (VF : Gabriel Cattand) : H. Driffold Cosgood
- Charles 'Bud' Tingwell (VF : Michel Gudin) : Inspecteur Craddock
- Andrew Cruickshank : Crosby
- Megs Jenkins : Gladys Thomas
- Dennis Price (VF : Jean Michaud) : Agent Théâtral Harris Tumbrill
- Ralph Michael (VF : Lucien Bryonne) : Ralph Summers
- James Bolam (VF : Pierre Trabaud) : Bill Hanson, un acteur
- Stringer Davis (VF : Teddy Bilis) : Jim Stringer
- Francesca Annis : Sheila Upward, une actrice
- Alison Seebohm : Eva McGonigall, une actrice
- Terry Scott : Agent de police Wells
- Pauline Jameson (VF : Paula Dehelly) : Maureen Summers, la femme de Ralph
- Maurice Good (VF : Pierre Garin) : George Rowton
- Annette Kerr : Dorothy, une actrice et une victime de meurtre
- Windsor Davies : Sergent Brick
- Neil Stacy (VF : Daniel Crouet) : Arthur
- Stella Tanner : Flory, la propriétaire

## Autour du film
- Le roman original Mrs McGinty est morte met en scène le détective Hercule Poirot mais les producteurs décident de le remplacer par Miss Marple jouée par Margaret Rutherford, comme pour la précédente film Meurtre au galop.
Agatha Christie fustige le titre (Murder Most Foul) et exprime son mécontentement à son éditeur Collins[1].
- En plus de Miss Marple (Margaret Rutherford), on retrouve les personnages de Jim Stringer (Stringer Davis) et l'Inspecteur Craddock (Charles 'Bud' Tingwell).
- Margaret Rutherford reprend le rôle de Miss Marple pour la troisième fois après Le Train de 16 h 50 (1962), Meurtre au galop (1963).